# شبدر ترشک (سرده)
شبدرترشک (نام علمی: Oxalis) سرده‌ای علفی کوچک از تیره شبدرترشکیان با حدود ۸۵۰ گونه است.اعضای این سرده تقریباً در تمامی مناطق دنیا پراکندگی دارند اما بیشتر آن‌ها گیاهانی گرمسیری هستند و بومی افریقای جنوبی و امریکای جنوبی به شمار می‌آیند.

گونه O. corniculata  با نام فارسی شبدر ترشک و نام محلی ترشه واش یکی از گیاهان دارویی است که از قدیم به عنوان غذا و دارو استفاده می‌شده است. این گیاه متعلق به تیره Oxalidaceae می باشد؛ و گیاهی علفی و یـک سـاله بـا میـوه کپسول و از جمله گیاهان دارویی با ارزشی است که در مناطق معتـدل ایـران بـه خـصوص مناطق شمالی در خاکی با pH حدود 7/39 رویش دارد. کلیه قسمت های گیاه مورد استفاده غذایی و دارویی قرار می‌گیرد و از قدیم التیام به عنوان سبزی مفیـد، معطـر و چاشـنی مـورد اسـتفاده قـرار مـی گرفـته است. اسیدهای چرب عمده در عصاره گیاه ترشواش عبارتند از پالمیتیک اسید، مخلوطی از اولئیک، لینولئیک، لینولنیک و استئاریک اسید. عصاره‌های متانولی و اتانولی این گیاه نیز حاوی پروتئین، کربوهیدارت، گلیکوزیدها، فیتواسترولها، ترکیبات فالوونوئیدی، اسیدهای آمینه و روغن‌های فرار است. برگ های این گیاه حاوی تارتاریک اسید، سیتریک اسید، کلسیم اگزاالت، فالوونها، گلیکوفالوون ها، فالونولها و اسیدهای فنولیک مانند پارا-هیدروکسی بنزوئیک، اسیدهای وانیلیک و سیرینجیک و ویتامین‌های C و E می‌باشد. مطالعات نشان داده است که سه نوع گلیکوفالوون به نام های ایزوارینتین، ایزوویتکسین و سرتیسین در برگ های گیاه شبدر ترشک وجود دارند. برگ های این گیاه دارای ارزش تغذيه‌اي میباشند و می‌توان آن را به عنوان یک سبزی خوراکی مصرف نمود. برگ های گیاه ترشواش غنی از مواد معدنی مانند سدیم حدود 9/91درصد، پتاسیم حدود 1/97 درصد، کلسیم حدود 1/19 درصد، نیتروژن حدود 9/13 درصد، و منیزیم حدود 0/11 درصد می‌باشد. این ترکیبات معدنی برای تنظیم چرخه های متابولیکی در بدن انسان ضروری می‌باشند. همچنین در پژوهش های انجام شده عصاره گیاه، فعالیت ضد میکروبی قوی علیه باکتری‌های گرم مثبت و منفی و نیز باکتری‌های مقاوم به دارو نشان داده است. گیاه شبدر ترشک دارای خواص ضد پارازیت، از بین برنده نماتود و انگل های گوارشی می‌باشد. 

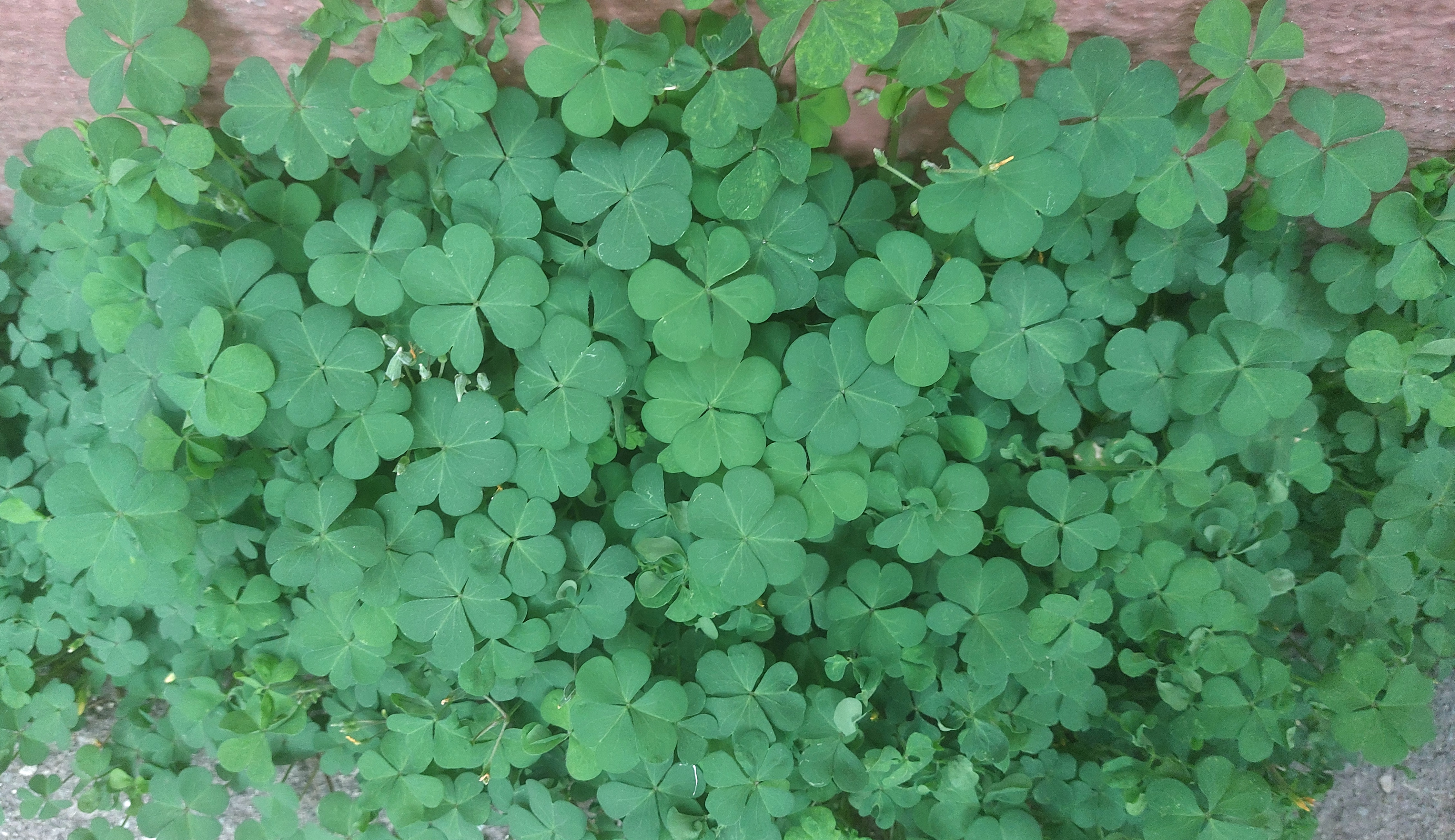
اگزالیس

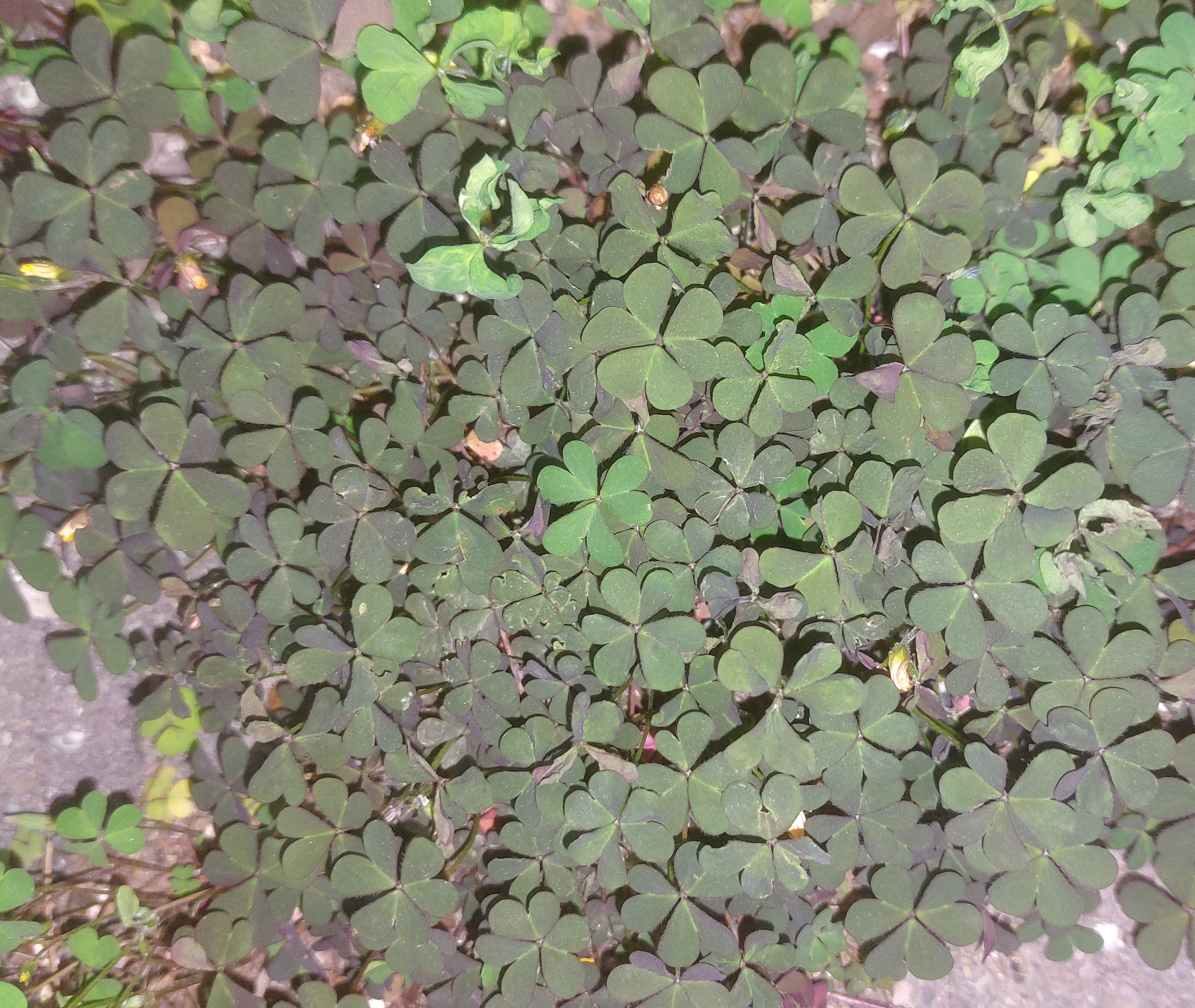
ترشک شبدری

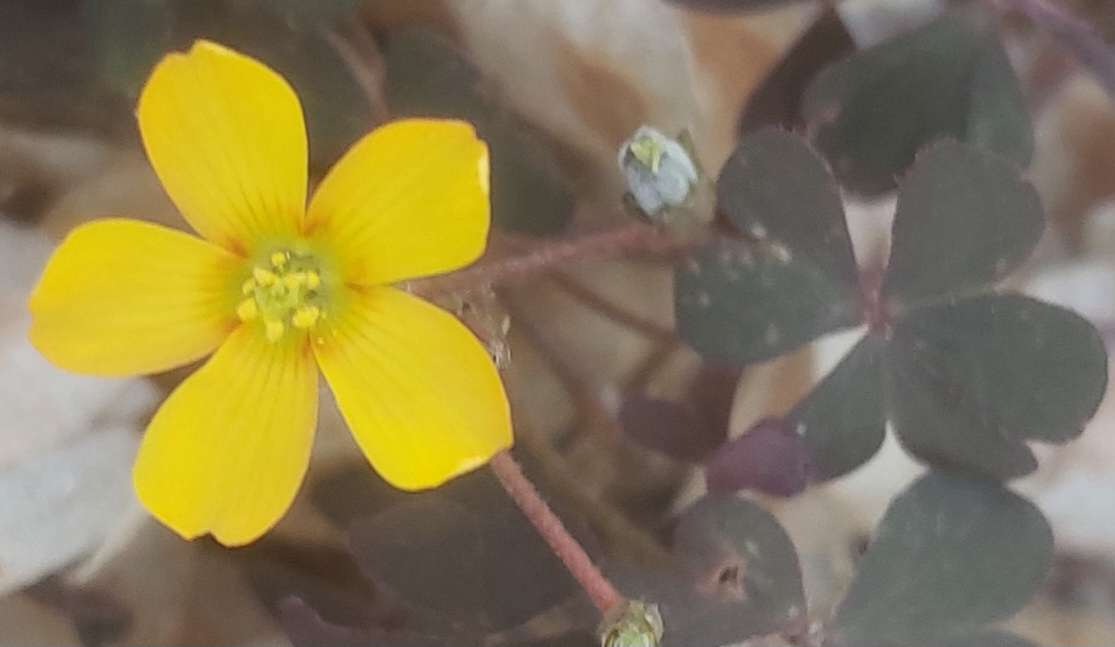
گل زردرنگ شبدر ترشک